# Matěj Kůs
Matěj Kůs (ur. 11 lipca 1989 w Pilźnie) – czeski żużlowiec.

## Życiorys
Kůs swoją karierę z żużlem rozpoczynał w 2004 roku, a już po roku dołączył do praskiego klubu Olymp. Dobrze prosperujący sezon dla młodego Czecha zakończył się jednak przedwcześnie – w czerwcu Matěj Kůs doznał na torze poważnej kontuzji, kiedy to najechał na niego motocykl zawodnika jadącego za nim. Efektem było pięć złamanych kręgów.
W kolejnym sezonie kontrakt Kůsowi zaproponowała Polonia Piła, jednak junior odrzucił tę opcję. W roku 2006 Matěj Kůsawansował do finału IME juniorów. W tym samym sezonie wziął udział w Zlatéj Přilbie w Pardubicach oraz w IM Czech.
W roku 2007 Kůs prócz występów w Olympie, startował również za granicą - w polskim TŻ Lublin i angielskim Berwick Bandits. Podczas meczu Bandits – Glasgow Tigers Czech uległ kolejnemu wypadkowi. Po głowie leżącego na torze Kůsa przejechał kolejny zawodnik. Matěj pozostawał nieprzytomny przez 45 minut. Ze śpiączki wybudził się po dwóch dniach. Według doniesień tabloidów wystąpiło u niego niewyjaśnione zjawisko – Czech przez pewien czas płynnie mówił po angielsku, chociaż wcześniej posługiwał się tym językiem w stopniu podstawowym. Jednak gdy Kůs odlatywał do Czech celem dalszego leczenia, nietypowe umiejętności językowe zniknęły – Czech potrzebował tłumacza. Nie pamiętał on też, że w ogóle je posiadał.
W 2008 roku Matěj Kůs reprezentował klub Ukraina Równe, który wówczas występował w II lidze polskiej. W zespole z Wołynia zanotował drugą średnią biegową w lidze. W tym samym sezonie Kůs był liderem ekipy Czech podczas DPŚ.
Przed sezonem 2009 zainteresowanie Kůsem wykazał Unibax Toruń, który poszukiwał juniora w miejsce Chrisa Holdera, który rozpoczął wiek seniorski. Kandydatami, prócz Kůsa byli Martin Vaculík z Stali Rzeszów i Artur Mroczka z GTŻ Grudziądz, jednak toruński klub zdecydował się sięgnąć po Czecha. W tym samym roku Kůs otrzymał dziką kartę podczas GP Czech.
Po sezonie na zasadzie wypożyczenia przeniósł się do Wybrzeża Gdańsk, które w sezonie 2009 spadło do I ligi. W Gdańsku miał zastąpić Martina Vaculíka, który odszedł do Unii Tarnów. Po upływie wypożyczenia, Czech wrócił do Torunia, gdzie miał walczyć o miejsce w składzie z Michaelem Jensenem i Karolem Ząbikiem. W roku 2012 został zawodnikiem drużyny Speedway Wanda Kraków, natomiast w trakcie sezonu 2013 ponownie podpisał kontrakt z Unibaksem Toruń.

## Przynależność klubowa
Czechy
- Praga (2005–)

Polska
- TŻ Lublin (2007)
- Ukraina Równe (Ukraina, 2008)
- Unibax Toruń (2009–2011)
  - GKŻ Wybrzeże Gdańsk (2010, wyp.)
- Wanda Kraków (2012–2013)
  - Unibax Toruń (2013, wyp.)

Wielka Brytania
- Berwick (2007)
- Poole (2009)
- Redcar

Szwecja
- Norrköping (2009)
- Hagfors (2010)

Niemcy
- Berlin (2009)

Włochy
- Sarego (2009)